# とーがね!クロニクル
『とーがね！クロニクル』（とーがねクロニクル）は、千葉県東金市の関連企業・団体の制作による日本のテレビアニメ作品。2024年4月から6月までチバテレビにて放送された。

## 概要
2022年4月に、千葉県東金市の町おこしプロジェクトの一環として制作・放送されたとーがね!おまつり部の続編として2024年11月に制作発表された。前作同様に動きはなく一枚絵の表情差分のみで構成されるノベルゲームのような形式で、背景には実際の東金市の写真を使用している。
キャッチコピーは「キャスト＆スタッフに予算全振り、結果アニメが動か（け）なくなった」。
アニメ放送開始前の2024年3月10日には、東金商工会館にて本作の緊急製作発表会が行われ、声優陣から大塚紗英・工藤ひなき・篠原夢が出演した。

## あらすじ
東金市で生まれ育ち、地元の学校・鴇金高校に通う主人公・時坂めぐると友人が、東金の成り立ちに興味を持ち、不思議な体験を通して東金の歴史を深く知っていくお話。知られざる東金の世界へ皆様をお連れします！

## 登場キャラクター
時坂めぐる（ときさかめぐる）
声 –大塚紗英
東金出身の高校1年生。生まれ育った地元・東金のことが、嫌いではないがやや飽きてきている。
思いやりがありしっかり者なので周囲からの人望が厚い。料理も運動も得意だが、画力は死んでいる。
CVを務める大塚は、本作のエンディングテーマ「秘密の待ち合わせ～ワタシノクロニクル～」のMVにも出演している。
城野ひめこ（じょうのひめこ）
声 –花まみも
東金出身の高校1年生。礼儀正しい文系女子。趣味で歴史小説を書いている。
みんなの理性であり知性だが、たまに歴史ヲタクが顔を出す。50m走は11秒。
湖西もも（こにしもも）
声 –高橋花林
東金出身の高校1年生。可愛いもの新しいもの好きな現代っ子。勉強嫌いで意外と脳筋。
人見知りではあるが、一旦仲良くなると距離の詰め方はバグレベル。
神代すばる（かみしろすばる）
声 –工藤ひなき
日吉神社の巫女。東金に興味を持ってくれた後輩たちの為に、とんでもないやり方で物語を動かす。
やっさくん
声 –関智一
すばるに寄り添う謎の存在。東金市に実在するゆるキャラ。
大神真也（おおがみしんや）
声 – 半田健人
東金でなんか色々やってる商工会若頭。
学生服だが今年40歳。前作おまつり部に引き続き、良き協力者。
CVを務める半田は、本作のエンディングテーマ「秘密の待ち合わせ～ワタシノクロニクル～」のMVにも出演している。
鈴木ジュン（すずきじゅん）
声 – 波多野比奈
めぐるたち行きつけのカフェ「ナムカフェ」のオーナー。
神代しほ（かみしろしほ）
声 – 広瀬ゆうき
すばるの双子の姉。すばるの塩対応が一切通じない相手であり、すばるにとって唯一脅威の存在。
CVを務める広瀬と、双子の妹すばる役の工藤ひなきとはA応P解散以来の共演となる。
時坂つむぎ（ときさかつむぎ）
声 – 三村遙佳
めぐるの妹で中学生。姉妹仲は良いが、作品序盤のめぐる同様、地元を退屈に思っている。
蛇女オ●フェノク
声 – 道井悠
希望をかなえる代償として、その人の生命力を吸って生きている。
オーナー
声 – マイク眞木
徳川家康
声 –葉月ひまり
八乙女ツル（やおとめつる）
声 –岡本麻衣
北原白秋
声 –篠原夢
栃野みのり（とちのみのり）
声 –工藤晴香
前作「とーがね!おまつり部」の主人公本人。
ホタル
声 –桜倉蛍
コハル
声 –一野瀬心晴
ミヤ
声 –小宮みや
菜花りあん（なばなりあん）
声 –篠原夢
ナレーション
声 –篠原夢

## スタッフ
- 監督：鈴村展弘
- プロデューサー：鈴木真也・和田拓
- プランニングマネージャー：中島弘道・田口俊輔
- シリーズ構成・脚本：花まみも・BB
- キャラクターデザイン：時庭遊・花まみも
- 音響監督・キャスティング：和田拓
- 助監督・演出補：下條高裕
- 音響効果 – 下田義浩
- 音楽：出口遼
- 協力：東金市、東金商店街連合協同組合、東金市観光協会、城西国際大学、現地企業多数

## 主題歌
オープニングテーマ「ヒストリーロードマップ」
作詞・作曲：出口遼　編曲：出口遼・雪乃イト／歌：時坂めぐる（CV：大塚紗英）
エンディングテーマ「秘密の待ち合わせ～ワタシノクロニクル～」
作詞・作曲：TЯicKY　編曲：マジョリカ・マジョルカ・マジカルひもり（Jin-Machine）／歌：TЯicKY

## 各話リスト
| 話数   | サブタイトル                   | 放送日        |
| ------ | ------------------------------ | ------------- |
| 第1話  | 地元もあるけばなんかには当たる | 2024年4月2日  |
| 第２話 | 過去を知っていますか           | 2024年4月9日  |
| 第3話  | やり手のやり口                 | 2024年4月16日 |
| 第4話  | 別軸マイフレンド               | 2024年4月23日 |
| 第5話  | レッツ★逃避行                  | 2024年4月30日 |
| 第6話  | まさかお前も                   | 2024年5月7日  |
| 第7話  | ノルオアソル                   | 2024年5月14日 |
| 第8話  | 東金ハザード                   | 2024年5月21日 |
| 第9話  | な ん か い る                 | 2024年5月28日 |
| 第10話 | 命のカツアゲ                   | 2024年6月4日  |
| 第11話 | みんな本気                     | 2024年6月11日 |
| 第12話 | フィナーレかも                 | 2024年6月18日 |
| 第13話 | 神スポンサー（ダイジェスト版） | 2024年6月25日 |

## 放送局
| 放送地域   | 放送局     | 放送期間                   | 放送日時          | 備考 |
| ---------- | ---------- | -------------------------- | ----------------- | ---- |
| 関東広域圏 | チバテレビ | 2024年4月1日–2024年6月25日 | 月曜25:30 - 25:45 |      |

| 放送地域   | 放送局   | 放送期間                   | 放送日時          | 備考 |
| ---------- | -------- | -------------------------- | ----------------- | ---- |
| 関東広域圏 | TOKYO MX | 2025年1月9日–2025年3月27日 | 木曜25:00 - 25:15 |      |

| 配信開始      | 配信時間        | 配信サイト |
| ------------- | --------------- | ---------- |
| 2024年4月3日– | 水曜日20:00更新 | YouTube    |